# Okres Louny
Der Okres Louny  (übersetzt mit Bezirk Laun) war eine Gebietskörperschaft im Ústecký kraj (Region Aussig) in Tschechien. Die Okresy waren größenmäßig vergleichbar mit den Landkreisen in Deutschland. Mit der Verwaltungsreform zum 1. Januar 2000 verloren die Okres weitgehend ihre Verwaltungsaufgaben, um sie 2003 mit der Auflösung der Ämter (okresný úrad) ganz zu verlieren.
Der Bezirk befindet sich in Nordböhmen, umfasst das Saazer Becken (Žatecká pánev), das Goldbachland (Podbořansko) und reicht im Osten an das Böhmische Mittelgebirge.
Im Okres Louny leben auf einer Fläche von 1.118 km² 87.040 Menschen (Stand 1. Januar 2023) in 70 Gemeinden (Obec) mit 221 Ortsteilen (část obcí). Die Bevölkerungsdichte ist die niedrigste im Kreis.
In den letzten Jahren kam es zum großen Umbruch in der Wirtschaft des Landes. Lediglich in der Landwirtschaft behielt der Hopfenbau seine Vorrangstellung. Angebaut werden noch Getreide, Ölpflanzen und es wird Viehzucht betrieben. In der Industrie ist etwa ein Viertel der Bevölkerung beschäftigt, vor allem in den Branchen Nahrungsmittel, Maschinenbau, Energieerzeugung und Bauwirtschaft. Gemeldet sind 14.000 Unternehmen, davon etwa 1.200 selbständige Landwirte.

## Städte und Gemeinden
(Städte sind fett markiert)
1. Bitozeves (Witoseß)
2. Blatno (Pladen)
3. Blažim (Ploscha)
4. Blšany (Flöhau)
5. Blšany u Loun (Pschan)
6. Brodec (Brodetz)
7. Břvany (Weberschan)
8. Cítoliby (Zittolieb)
9. Čeradice (Tscheraditz)
10. Černčice (Tscherntschitz b. Laun)
11. Deštnice (Teschnitz)
12. Dobroměřice (Dobromierschitz)
13. Domoušice (Domauschitz)
14. Holedeč (Holletitz)
15. Hříškov (Rischkau)
16. Hřivice (Riwitz)
17. Chlumčany (Klumtschan)
18. Chožov (Koschow)
19. Chraberce (Krabertz)
20. Jimlín (Imling)
21. Koštice (Koschtitz)
22. Kozly (Kosel)
23. Krásný Dvůr (Schönhof)
24. Kryry (Kriegern)
25. Lenešice (Leneschitz)
26. Libčeves (Liebshausen)
27. Liběšice (Libeschitz)
28. Libočany (Libotschan)
29. Libořice (Liboritz)
30. Lipno (Großlippen)
31. Lišany (Lischan)
32. Líšťany (Lischtian)
33. Louny (Laun)
34. Lubenec (Lubenz)
35. Měcholupy (Michelob)
36. Nepomyšl (Pomeisl)
37. Nová Ves (Neudorf b. Rischkau)
38. Nové Sedlo (Neusattel b. Saaz)
39. Obora (Schonung)
40. Očihov (Groß Otschehau)
41. Opočno (Opotschna)
42. Panenský Týnec (Jungfernteinitz)
43. Peruc (Perutz)
44. Petrohrad (Petersburg)
45. Pnětluky (Netluk b. Laun)
46. Počedělice (Podschedlitz)
47. Podbořanský Rohozec (Deutsch Rust)
48. Podbořany (Podersam)
49. Postoloprty (Postelberg)
50. Raná (Rannay)
51. Ročov (Rotschau)
52. Slavětín (Slawietin)
53. Smolnice (Smolnitz)
54. Staňkovice (Stankowitz)
55. Toužetín (Tauschetin)
56. Tuchořice (Tuchoritz)
57. Úherce (Auhertz)
58. Velemyšleves (Welmschloß)
59. Veltěže (Weltesch)
60. Vinařice (Winarschitz)
61. Vrbno nad Lesy (Weiden übern Walde)

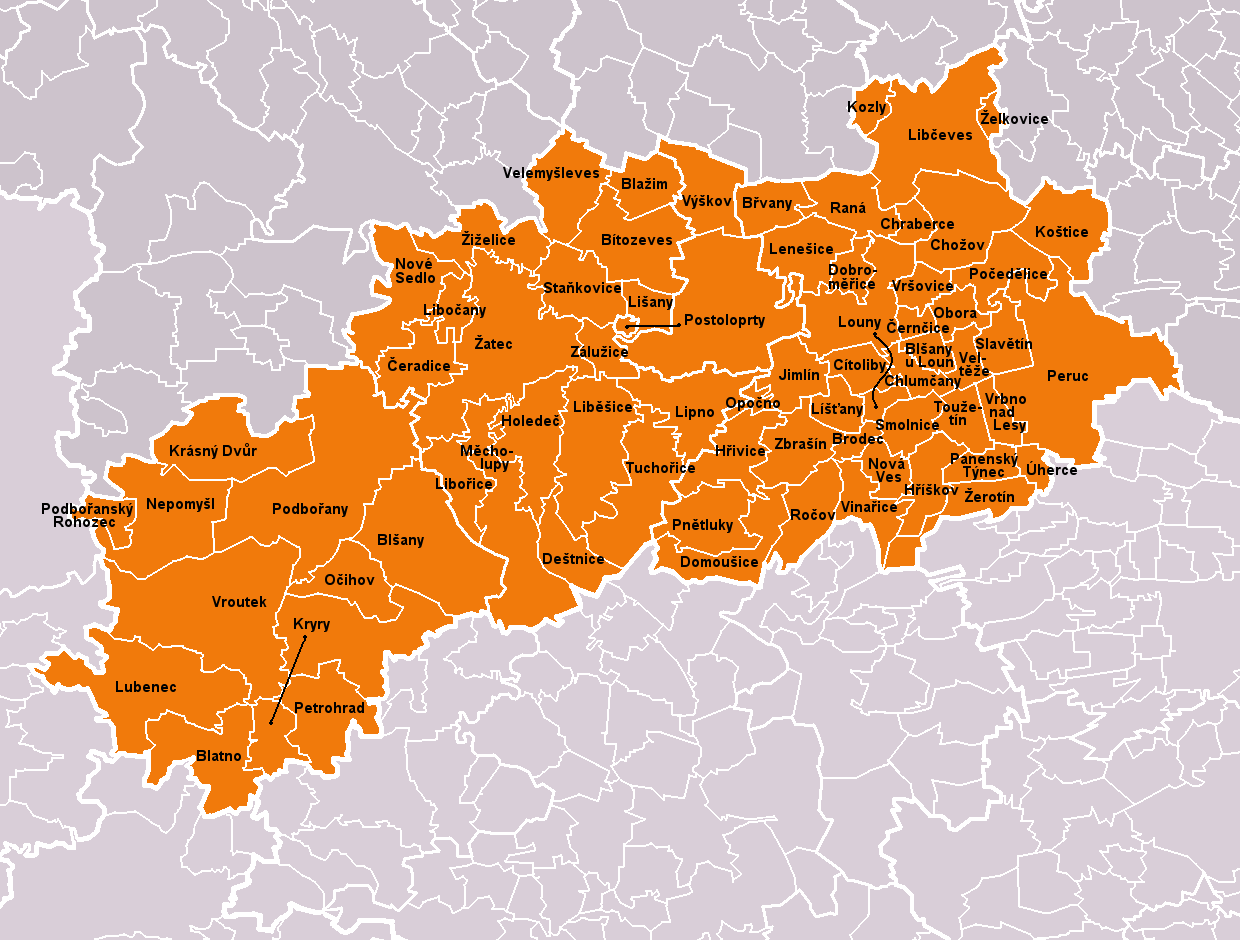
Städte und Gemeinden des Bezirks

62. Vroutek (Rudig)
63. Vršovice (Werschowitz)
64. Výškov (Wischkowa)
65. Zálužice (Saluschitz)
66. Zbrašín (Sbraschin)
67. Žatec (Saaz)
68. Želkovice (Schelkowitz)
69. Žerotín (Scherotin)
70. Žiželice (Schießelitz)

### Historische Gebäude und Sehenswürdigkeiten
Nachdem sich die Umweltbedingungen in den letzten Jahren merklich verbessert haben, blüht auch der Fremdenverkehr auf. Das milde Klima und zahlreiche historische Denkmäler sind der Magnet der Region.
- Barocke Kirche des Augustinerklosters von Kilian Ignaz Dientzenhofer in Dolní Ročov
- Schloss Nový Hrad in Jimlín
- Schloss Krásný Dvůr – Ursprünglich Renaissance-Schloss, umgebaut in Barockstil mit englischen Garten – Krásný Dvůr
- Aussichtsturm am Platz der ehemaligen Burg Kozihrady – Kryry
- Schloss Líčkov – Barockschloss mit der Dauerausstellung des Malers Oskar Brázda – Líčkov
- Burg Pravda – Ruine der spätgotischen Burg aus dem 15. Jh. bei Pnětluky
- Unfertige Kirche in Panenský Týn
- Schloss Peruc – Barockschloss – Peruc
- Archäologische Forschungsstätte Březno – Postoloprty
- Kirche Slavětín – Gotische Kirche des Heiligen Jakob des Größeren, ursprünglich romanisch, berühmt durch seine Fresken – Slavětín
- Windmühle Donín – Toužetín
- Schloss Toužetín – Barockschloss – Toužetín
- Dom der Himmelfahrt der Heiligen Maria Žatec (Chrám Nanebevzetí Panny Marie) – Žatec
- Kloster Žatec – Kapuziner Kloster – Klášter – Žatec
- Rathaus Žatec – Rathaus im Barockstil – Žatec
- Romanische Gebäude wie die Kirche in Vroutek, Libčeves und Želkovice

Daneben befinden sich im Bezirk 9 geschützte Naturgebiete.